# Sint-Lodewijkskerk (Darmstadt)
De Sint-Lodewijk (Duits: Sankt-Ludwig) is de belangrijkste katholieke kerk van Darmstadt. De markante koepel van de kerk verheft zich op een opvallende plaats aan het einde van de boulevard-achtige Wilhelminenstraße. In de volksmond wordt de Lodewijkskerk ook Käseglocke (vertaling: kaasstolp) genoemd.

## Geschiedenis
De Lodewijkskerk werd in 1822–1827 naar ontwerp van Georg Moller als eerste katholieke kerk sinds de reformatie gebouwd. Het Pantheon in Rome diende als het voorbeeld voor het classicistische bouwwerk, de Lodewijkskerk is echter één vijfde kleiner dan het Pantheon. Groothertog Lodewijk I maakte de bouw mede mogelijk door de bouwgrond en een aanzienlijke geldsom ter beschikking te stellen. Ter ere van de groothertog werd de kerk naar de heilige Lodewijk van Frankrijk vernoemd.
Het gebouw werd op 11 september 1944 bij een bombardement tot op de funderingsmuren volledig verwoest en pas vanaf de jaren 50 in vereenvoudigde vorm herbouwd. Daarbij werd de voormalige houten constructie van de koepel vervangen door een staalconstructie. In 1994 werd de renovatie van het exterieur voltooid, in 2005 volgde ook de voltooiing van het interieur. Het nieuwe orgel werd op 25 september 2005 ingewijd.

## Omschrijving
De kerk is 35 meter hoog en heeft een doorsnede van 43 meter. De eigenlijke koepel, die op 28 Korinthische zuilen rust, heeft een doorsnede van 33 meter. Net als in het Romeinse Pantheon valt het daglicht slechts door een 8 meter brede cirkelvormige opening in de top van de koepel, waarin een raam met een voorstelling van de Drievuldigheid werd geplaatst. De ingang van de kerk wordt gemarkeerd door een grote nis met timpaan. Het ontwerp van Georg Moller voorzag in een zuilenportiek, maar dit onderdeel van de bouw werd nooit verwezenlijkt.

## Interieur
De muren van het interieur van de kerk zijn in krachtige rode kleuren uitgevoerd, terwijl de koepel in hemelsblauwe kleur is geschilderd. Achter het hoofdaltaar bevindt zich een groot engelenmozaïek. Buiten de kruiswegstaties en een houtsnijwerk van de Maagd Maria kent de kerk verder weinig decoratie. Onder de koepel is rond de gehele kerk met gouden letters Ehre sei Gott in der Hoehe und auf der Erde Friede den Menschen seiner Gnade aangebracht. In de kerk bevinden zich de grafmonumenten van groothertogin Mathilde van Beieren (1813-1862) en prins Frederik van Hessen-Darmstadt (1788–1867).